# Erbe und Auftrag
Erbe und Auftrag (« Héritage et mission ») est une revue mensuelle en langue allemande éditée par les moines bénédictins de l'abbaye de Beuron, dans le Bade-Wurtemberg.
Fondée en 1919, elle aborde principalement des sujets théologiques. Ses auteurs appartiennent souvent à l'ordre de Saint-Benoît, comme Dominicus Meier et Carmen Tatschmurat, ou encore à la Compagnie de Jésus comme Josef Maureder et le cardinal Carlo Maria Martini, ancien archevêque de Milan.
La revue Erbe und Auftrag ne doit pas être confondue avec le numéro hors série intitulé 1848, Erbe und Auftrag et publié en 1998 par le groupe de presse Aula, proche de l'extrême droite autrichienne.